# تيرينس ميخائيل والش
تيرينس ميخائيل والش (بالإنجليزية: Terrence Michael Walsh)‏ هو كاتب أغاني بريطاني، ولد في 6 نوفمبر 1953 في ليفربول في المملكة المتحدة، وتوفي في 9 أغسطس 1987 في Darlinghurst ‏ في أستراليا.

## وصلات خارجية
- الموقع الرسمي